# Eurata boliviana
Eurata boliviana är en fjärilsart som beskrevs av Max Wilhelm Karl Draudt 1915. Eurata boliviana ingår i släktet Eurata och familjen björnspinnare. Inga underarter finns listade i Catalogue of Life.